# 神仙魚屬
神仙魚屬又名高鳍鱼属，是條鰭魚綱䲁形目麗魚科下的一個屬。通称神仙鱼、燕鱼、尖尖魚，是一类体形较大的热带鱼，原产于南美洲亚马逊河，体形侧扁，高可达15厘米，适合在河中水流平稳的树根缝隙中生活，以动物性水虫为食料。水温应保持26℃，繁殖水温应达27-28℃，受精卵排放附着在水草叶或山石上，雌雄鱼共同护理照料，但卵孵出后，大鱼容易吞食小鱼，也不适合和其他小鱼混养。
神仙鱼姿态飘逸，美丽大方，初发现时曾在国际引起轰动，从英文名称“天使鱼”可以看出受人喜爱的程度，但神仙鱼对环境要求比较严格，必须配备调节温度和净化水质的设施。大神仙鱼和普通神仙鱼形状类似，但体形更大，高可达18厘米，性格也更为凶猛。

## 分類
本屬屬於麗體魚亞科，目前被認可的種如下：
- 大神仙魚 Pterophyllum altum
- 利氏神仙魚 Pterophyllum leopoldi
- 橫紋神仙魚 Pterophyllum scalare

## 外部連結
- 維基物種上的相關：神仙魚屬